# 埃克塞爾西奧埃斯泰茨 (密蘇里州)
埃克塞爾西奧埃斯泰茨（英語：Excelsior Estates）是位於美國密蘇里州克萊縣及雷縣的村。

## 人口
根據2020年美國人口普查的數據，埃克塞爾西奧埃斯泰茨的面積為0.62平方千米，皆為陸地。當地共有人口209人，而人口密度為每平方千米337人。